# 朱悅𤉎

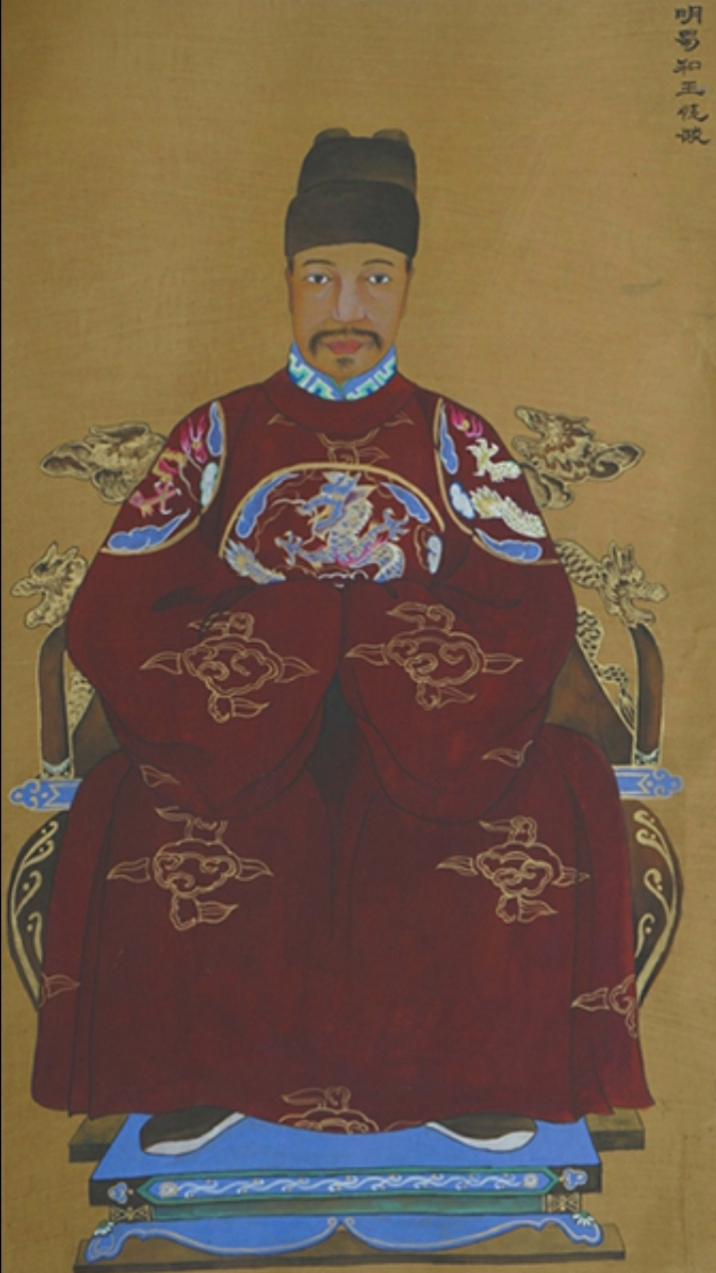
明人繪《明蜀和王悅𤉎像》，現藏於明蜀王陵博物館

蜀和王朱悅𤉎（1397年1月5日—1461年）（《弇山堂別集》作朱悅，壽六十六），明朝第四代蜀王，獻王朱椿庶第五子，宫人所生，明太祖朱元璋之孙。

## 生平
他在永乐二年（1404年）受封保寧王。其侄蜀僖王朱友壎无嗣而死后，虽然朱悅𤉎的二哥华阳悼隐王朱悦燿有子华阳王朱友堚，但因朱悦燿行为不端，华阳王家族被迁居澧州，事实上失去袭封蜀王的资格。宣德十年（1435年），朱悅𤉎被晉封蜀王。朱友堚上奏表示异议，未能获准，明宪宗仅命朱悅𤉎念及朱友堚贫穷，酌量以白金救济。
朱悅𤉎在位二十六年，节俭又遵守礼法，人称其为贤王，天順五年（1461年）朱悅𤉎去世，一年後（天順六年，1462年）其子定王朱友垓就嗣位。
其余诸子内江庄懿王朱友墦、德阳僖安王朱友㙎、石泉荣穆王朱友𡎴、汶川懿简王朱友㙴、庆符恭僖王朱友墂。